# Grušovlje
Grušovlje so naselje v Občini Rečica ob Savinji.
Naselje je do leta 2006 sodilo v občino Mozirje.